# 周淑贞
周淑贞（1915年7月—1997年5月8日），中国城市气候研究开拓者和奠基人、城市气候学家、地理学家和地理教育家、华东师范大学教授。

## 生平
1915年7月生于江苏南京。曾就读于南京汇文女子中学，1934年考入國立中央大學地理系，1938年毕业。先后任教于中央大学（及其附中）、上海交通大学、上海航务学院，1953年调入华东师范大学地理学系，讲授课程并从事大气科学研究。
主编本科教材《气象学与气候学》。提出的气候分类被称为周淑贞气候分类法。1989年日本京都城市气候会议上被誉为全球功绩卓著的“五大先驱学者”之一。1997年5月8日逝世。

## 纪念
2015年，华东师范大学举行“周淑贞先生百年诞辰纪念会暨大气科学学科发展论坛”。同时为周淑贞铜像揭幕。

## 扩展阅读
- 华东师范大学地球科学部、地理科学学院编，丁平兴、刘敏主编，《云天识玄机——周淑贞教授百年诞辰纪念文集》，科学出版社，2015.10